# Songea
Songea is een stad in het zuiden van Tanzania en ligt ongeveer 80 kilometer ten noorden van de grens met Mozambique. De stad heeft anno 2007 ongeveer 135.000 inwoners. Het is de hoofdstad van de regio Ruvuma.
Sinds 1969 is Songea de zetel van een rooms-katholiek bisdom en sinds 1987 van een aartsbisdom.